# José María Manresa y Ortuño
José María Manresa y Ortuño (c. 1842-1 de diciembre de 1884) fue un pintor español.

## Biografía
En la Exposición permanente de Madrid de 1874 presentó el cuadro Una murciana. En 1876 concurrió a los juegos florales de Murcia, obteniendo una medalla de plata por su acuarela Justicia, y un accésit por Una carreta. En los juegos florales de 1877 alcanzó la flor natural por un cuadro que representaba a Una señora cazando con halcón. También fue premiado por otros trabajos en la Exposición de Alicante de 1878 y en los juegos florales de Murcia del mismo año. En las Exposiciones posteriores de la Sociedad La Acuarela, de Madrid, de la que fue presidente, y en las que celebraron el dorador Hernández y el Círculo de Bellas Artes, Manresa presentó las acuarelas Un bebedor flamenco, Un paje, Después del baile, Amapola, Pensará en mí, Rosa, Una torera, A la salud de ustedes, Agua y aguardiente, Una maja, Soldado del siglo XVII, Margarita, Una salamanquina, El final de la novela, Un caballero, La oración, La Colasa e Inés. Figura como diputado electo por el distrito albaceteño de Almansa en  las elecciones de 1884, año en el que sin embargo habría fallecido.